# Die grosse Entscheidungsshow 2017
Die Die grosse Entscheidungsshow 2017 war der schweizerische Vorentscheid für den Eurovision Song Contest 2017 in Kiew (Ukraine). Die Band Timebelle gewann den Vorentscheid mit ihrem Lied Apollo.

## Format

### Konzept
Vom 26. September bis zum 24. Oktober 2016 hatten Komponisten die Gelegenheit, einen Beitrag beim schweizerischen Fernsehen SRG SSR einzureichen. Dabei war es zwingend notwendig, dass der Beitrag eine Verbindung zur Schweiz hatte, also musste einer der Verantwortlichen entweder schweizerischer Staatsbürger sein oder in der Schweiz leben – dies konnte wahlweise der Künstler, der Komponist oder der Liedtexter sein. Eine 21-köpfige unabhängige Jury wählte aus allen Beiträgen zwischen dem 31. Oktober und dem 14. November 2016 21 Lieder für die nächste Stufe, den sogenannten Livecheck, aus. Diese Jury bestand aus Musik- und Medienschaffenden.
Der Livecheck fand am 4. Dezember 2016 in Zürich statt. Am darauffolgenden Tag wurden die sechs Finalisten bekannt gegeben.

### Finale
Das Finale fand am 5. Februar 2017 im Studio Zürich Leutschenbach in Zürich-Oerlikon statt. Die Band Timebelle gewann mit ihrem Lied Apollo.
| Platz | Startnr. | Interpret     | Lied Musik (M) und Text (T)                                                                                 | Sprache     | Übersetzung (Inoffiziell) | Zuschauerstimmen (Tele-Voting & SMS) % |    |   |           |                                                                   |          |   |       |
| ----- | -------- | ------------- | --- | ----------- | ------------------------- | -------------------------------------- | -- | - | --------- | ----------------------------------------------------------------- | -------- | - | ----- |
| Platz | Startnr. | Interpret     | Lied Musik (M) und Text (T)                                                                                 | Sprache     | Übersetzung (Inoffiziell) | Zuschauerstimmen (Tele-Voting & SMS) % | 1. | 6 | Timebelle | Apollo M/T: Elias Näslin, Nicolas Günthardt, Alessandra Günthardt | Englisch | – | 47,88 |
| 2.    | 1        | Nadya         | The Fire in the Sky M/T: Ricardo Sanz                                                                       | Englisch    | Das Feuer am Himmel       | 18,02                                  |    |   |           |                                                                   |          |   |       |
| 3.    | 3        | Michèle       | Two Faces M/T: Laura Kloos, Hermann Niesig, Nils Brunkhorst, Michèle Bircher                                | Englisch    | Zwei Gesichter            | 11,44                                  |    |   |           |                                                                   |          |   |       |
| 4.    | 2        | Ginta Biku    | Cet air là M: Johan Czerneski, Daniel Kromo Kromolowski; T: Ginta Biku, LIM                                 | Französisch | Diese Melodie             | 8,31                                   |    |   |           |                                                                   |          |   |       |
| 5.    | 5        | Shana Pearson | Exodus M/T: Denniz Jamm, Andreas Stone Johansson, Mahan Moin                                                | Englisch    | –                         | 7,56                                   |    |   |           |                                                                   |          |   |       |
| 6.    | 4        | Freschta      | Gold M: Iris Bösiger, Christoph Bauss, Christopher Heath, Simon Adrian, Freschta Akbarzada; T: Iris Bösiger | Englisch    | –                         | 6,79                                   |    |   |           |                                                                   |          |   |       |